# Broek (Vijfheerenlanden)
Broek is een buurtschap in de gemeente Vijfheerenlanden, in de Nederlandse provincie Utrecht. Het ligt in het noordwesten van de gemeente aan de weg tussen Ameide en Meerkerk.
Steden: Ameide · Leerdam · Vianen      Dorpen: Everdingen · Hagestein · Hei- en Boeicop · Hoef en Haag · Kedichem · Leerbroek · Lexmond · Meerkerk · Nieuwland · Schoonrewoerd · Tienhoven aan de Lek · Zijderveld
Buurtschappen: Achterdijk · Achthoven · Broek · Diefdijk (Vijfheerenlanden) · Diefdijk (Vijfheerenlanden en West Betuwe) · Geer · Helsdingen · Hoogeind · Hoogewaard · Kortenhoeven · Kortgerecht · Lakerveld · Middelkoop · Loosdorp · Oosterwijk · Ossenwaard · Overboeicop · Overheicop · Sluis · Tienhoven (Everdingen) · Weverwijk
Utrecht: Steden en dorpen in Utrecht      Nederland: Provincies · Gemeenten